# Граф де Аранда

Герб муниципалитета Аранда-де-Монкайо, провинция Сарагоса, автономное сообщество Арагон

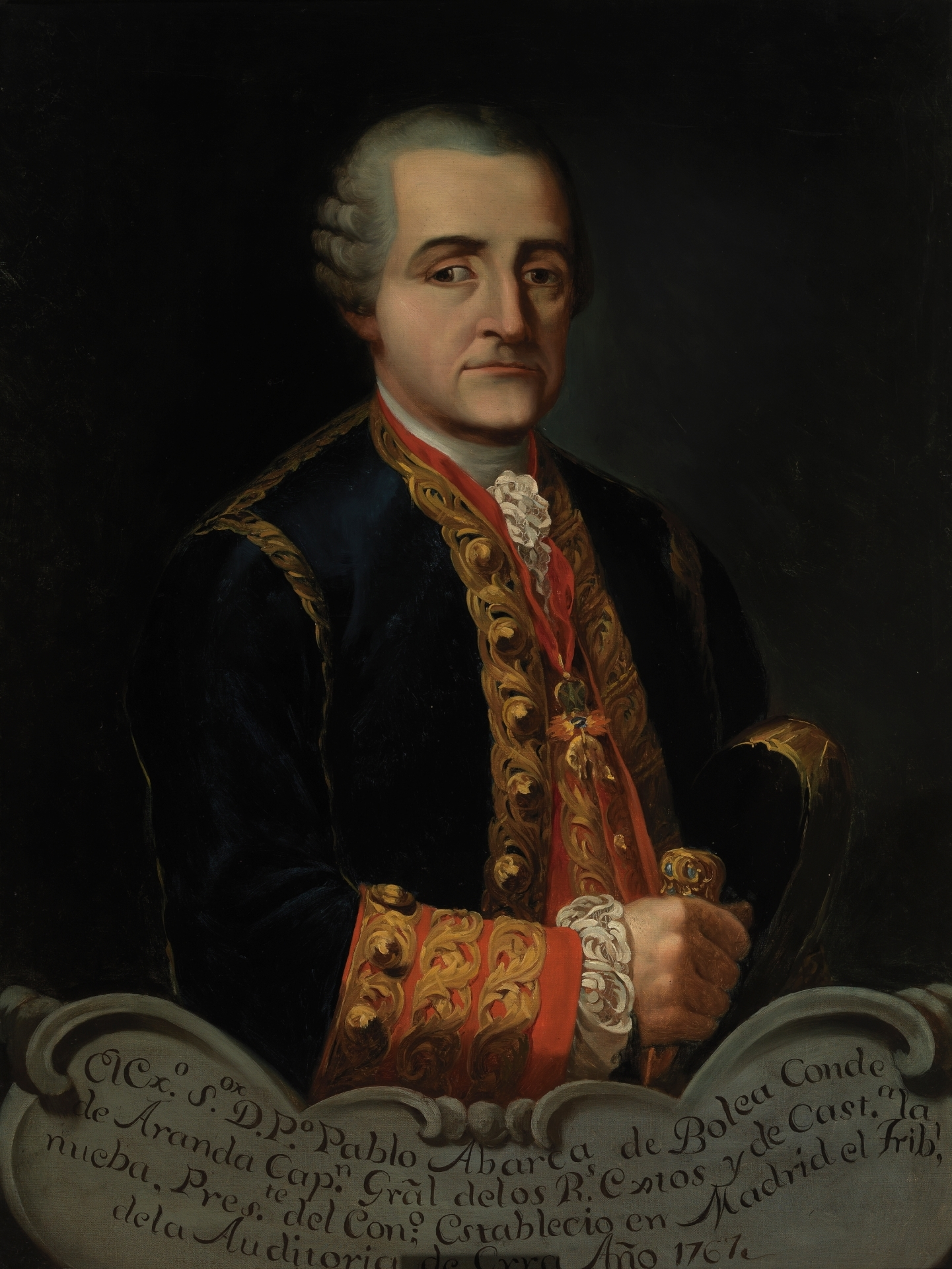
Педро Пабло Абарка де Болеа и Хименес де Урреа, 10-й граф де Аранда (1718—1798)

Граф де Аранда — испанский дворянский титул. Он был создан в 1508 году королем Арагона Фердинандом II для Лопе Хименеса де Урреа, женатого на Каталине де Ихар.
В 1640 году король Испании Филипп IV пожаловал титул гранда Антонио Хименесу де Урреа и Манрике де Лара, 5-му графу де Аранда.
Название графского титула происходит от названия муниципалитета Аранда-де-Монкайо, провинция Сарагоса, автономное сообщество Арагон.

## Графы де Аранда
|                                                | Титул | Период                                         |
| Креация создана королем Испании Фердинандом II | Креация создана королем Испании Фердинандом II | Креация создана королем Испании Фердинандом II |
| ---------------------------------------------- | --- | ---------------------------------------------- |
| I                                              | Лопе Хименес де Урреа и Руис де Лиори, сын Лопе III Хименеса де Урреа, 3-го виконта де Руэда (? — 1475), и Каталины де Сентельес | 1508-                                          |
| II                                             | Мигель Хименес де Урреа и Толедо (ок. 1490—1545), сын предыдущего и Каталины де Фернандес де Ихар и Бомон |                                                |
| III                                            | Хуан Хименес де Урреа и Кардона (1536—1578), сын Эрнандо Хименеса де Урреа и Манрике де Лары и Хуаны де Толедо, внук 2-го графа де Аранда | 1545-1578                                      |
| IV                                             | Луис Хименес де Урреа и Арагон (ок. 1550—1593), сын предыдущего и Исабель де Арагон | 1578-1593                                      |
| V                                              | Антонио Хименес де Урреа и Манрике де Лара (ок. 1590—1654), сын предыдущего и Бланки Манрике Мендосы и Арагон | 1593-1654                                      |
| VI                                             | Педро Пабло Хименес де Урреа и Падилья Манрике (? — 1620), сын предыдущего и Луисы де Падилья и Манрике |                                                |
| VII                                            | Дионисио Хименес де Урреа и Вера де Ориола (? — 1693), сын предыдущего и Марии Хосефы Веры де Ориолы Ховер Клавер и Фернандес дже Эредия | ? — 1693                                       |
| VIII                                           | Рамон Франсиско Хименес де Урреа и Рокафуль | 1693-1721                                      |
| IX                                             | Педро де Алькантара Абарка де Болеа и Бермудес де Кастро (1699—1742), сын Бернардо Абарки де Болеа и Горнес, 3-го маркиза де Торрес, и Франсиски Бермудес де Кастро и Монкайо | 1723-1742                                      |
| X                                              | Педро Пабло Абарка де Болеа и Хименес де Урреа (1718—1798), сын Педро Абарки де Алькантары Буэнавентуры Болеа Хименеса де Урреа и Бермудес де Кастро, 9-го графа де Аранда, и Марии Хосефы Понс де Мендосы, 4-й графини де Робрес | 1742-1798                                      |
| XI                                             | Агустин Педро де Сильва и Палафокс (1773—1817), сын Педро Пабло де Алькантары Фадрике Фернандес де Ихар и Абарки де Болеа, 9-го герцога де Ихар (1741—1808), и Рафаэлы де Палафокс и Крой д’Авре (1748—1777) | 1798-1817                                      |
| XII                                            | Хосе Рафаэль де Сильва Фернандес де Ихар и Португаль (1776—1863), младший брат предыдущего, второй сын Педро де Алькантары де Сильвы Фернандеса де Ихара и Абарки де Болеа, 9-го герцога де Ихар (1741—1808), и Рафаэлы де Палафокс и Крой д’Авре (1748—1777) | 1817-1863                                      |
| XIII                                           | Каэтано де Сильва и Фернандес де Кордова (1805—1865), сын Хосе Рафаэля де Сильвы и Фернандеса де Ихара Португаля и Полофокса, 12-го герцога де Ихар, и Хуаны Петры де Алькантары Фернандесе де Кордовы и Вильярроэль Спинолы де ла Серды, 8-й графини де Сальватьерра и 10-й маркизы де Ходар (1785—1813)                                                                                           | 1863-1865                                      |
| XIV                                            | Агустин де Сильва и Бернуй (1822—1872), сын Каэтана де Сильвы и Фернандеса де Кордовы, 13-го герцога де Ихар, и Марии де ла Соледад Терезы де Бернуй и Вальда | 1865-1872                                      |
| XV                                             | Альфонсо де Сильва и Кэмпбелл (1848—1930), сын Андреса Авелино де Сильвы и Фернандеса де Кордовы, 13-го герцога де Альяга, и Марии Изабеллы Каролины Кэмпбелл и Винсент | 1872-1930                                      |
| XVI                                            | Альфонсо де Сильва и Фернандес де Кордова (1877—1955), сын Альфонсо де Сильвы и Кэмпбелла, 15-го герцога де Ихар, и Марии дель Дульче Фернандес де Кордовы и Перес де Баррадас (1854—1923) | 1930-1955                                      |
| XVII                                           | Мария дель Росарио Каэтана Фитц-Джеймс Стюарт и Сильва (1926—2014), единственная дочь Хакобо Фитц-Джеймса Стюарта и Фалько (1878—1953), 17-го герцога Альба, и Марии дель Росарио де Сильва и Гуртубай (1900—1934), 15-й герцогини Альяга и 10-й маркизы Сан-Висенте-дель-Барко | 1957-2013                                      |
| XVIII                                          | Альфонсо Мартинес де Ирухо и Фитц-Джеймс Стюарт (род. 1950), второй сын Марии дель Росарио Каэтаны Альфонсы Виктории Евгении Франциски Фитц-Джеймс Стюарт и Сильва (1926—2014), 18-й герцогини Альба, от первого брака с Луисом Мартинесом де Ирухо-и-Артаскосом (1919—1972), сыном Педро Мартинеса де Ирухо-и-Артаскоса (1882—1957), 9-го герцога Сотомайора, и Анны Марии де Артаскос (1892—1930) | 2013 — настоящее время                         |